# Bene Gesserit (fictieve organisatie)
De Bene Gesserit (de naam is afgeleid van het Latijn en betekent 'het zal goed gedragen zijn', wat hun leer in het verhaal symboliseert) is een fictieve orde in het Duin-universum van Frank Herbert. De orde bestaat uit zusters en Eerwaarde Moeders, die allen een grondige training hebben gehad in de beheersing van lichaam en geest. Zij zijn afhankelijk van de stof Specie, een geestverruimende en levensverlengende maar ook sterk verslavende stof, voor vele van hun vaardigheden, waaronder de kunst om feilloos waarheid van leugen te onderscheiden.

## Doel van de orde
Het doel van de orde, buiten de orde niet bekend, is door een menselijk fokprogramma de mensheid naar grotere volwassenheid te brengen. Veel Bene Gesserit-zusters zijn met dit doel gekoppeld aan echtgenoten met voor dit programma gewenste eigenschappen.

## Eerwaarde Moeders
Eerwaarde Moeders van de Bene Gesserit bezitten door een levensgevaarlijk ritueel alle herinneringen van hun vrouwelijke voorgangers en voorouders, aangeduid als de Andere Herinneringen. Zij kunnen echter niet in de herinneringen van hun mannelijke voorouders kijken, en mannen zijn ook niet in staat het benodigde ritueel te ondergaan. Door de juiste personen met elkaar te kruisen, hoopt men uiteindelijk een man voort te brengen, de Kwisatz Haderach, die dit wél kan, en die de Bene Gesserit in staat stelt de mannelijke "rasherinneringen" te zien, en de toekomst te voorspellen en te manipuleren.

## Kwisatz Haderach
De Vrouwe Jessica Atreides is een Bene Gesserit-zuster, ze is een concubine van hertog Leto Atreides. Uit liefde voor hem houdt zij zich niet aan de opdracht van haar orde om hem enkel dochters te baren, en zij schenkt het leven aan een zoon, Paul Atreides. Hij blijkt, een generatie vroeger dan de Bene Gesserit wilde, de Kwisatz Haderach te zijn, die volstrekt buiten de controle van de orde een proces op gang brengt dat het aangezicht van het universum zal veranderen.